# Richwood (Louisiana)
Richwood è un comune degli Stati Uniti d'America, situato nello Stato della Louisiana, in particolare nella parrocchia di Ouachita.